# Le commissaire mène l'enquête
Pour plus de détails, voir Fiche technique et Distribution.
Le commissaire mène l'enquête est un film français réalisé par Fabien Collin, sorti en 1963.

## Fiche technique
- Titre français : Le commissaire mène l'enquête
- Titre alternatif : Fantaisies conjugales
- Réalisation : Fabien Collin
- Scénario : André Picot et Donald E. Westlake
- Photographie : Marcel Grignon et Gilbert Sarthre
- Musique : André Hossein
- Pays d'origine : France
- Format : Couleurs
- Genre : policier
- Durée : 86 minutes
- Date de sortie : 1963

## Distribution
- Dany Carrel : Annick
- Beatrice Cenci : La maîtresse
- Claude Cerval : Marnay
- Jacques Dacqmine : Gilbert
- Mario David : Le serrurier
- Daniel Emilfork : L'aveugle
- Paul Frankeur : Inspecteur Reboux
- Robert Hossein : L'amant
- Henri-Jacques Huet : Robert
- Pascale Roberts : Mme. Marnay
- Lucile Saint-Simon : Christine
- Georges Rivière